# Новопокасьма
Новопокасьма́ (рос. Новопокасьма) — присілок у складі Ленінськ-Кузнецького округу Кемеровської області, Росія.

## Населення
Населення — 304 особи (2010; 384 у 2002).
Національний склад (станом на 2002 рік):
- росіяни — 91 %